# Alberto Lievore
Alberto Lievore (Buenos Aires, 1948). Arquitecte per la Universitat de Buenos Aires i dissenyador industrial. El 1977 s'estableix a Barcelona i forma part del grup Berenguer juntament amb Jorge Pensi, Norberto Chaves i Oriol Pibernat amb qui projecta el SIDI, plataforma pel llançament internacional del disseny espanyol. Aquest grup combina l'ensenyament i teoria del disseny amb la pràctica. Durant aquests anys dissenya formant un tàndem amb Jorge Pensi. El 1984 crea el seu propi estudi, dedicant-se principalment al disseny de producte, a la consultoria i a la direcció d'art de diverses empreses, entre les quals destaquen Perobell o Andreu World.
En aquests anys les seves recerques el porten a experimentar amb noves tècniques i materials com per exemple el maderon. El 1991 entren a formar part de l'estudi Jeannette Altherr (Heidelberg, Alemanya, 1965) i Manel Molina (Barcelona, 1963) i aquest passa a denominar-se Lievore-Altherr-Molina. Entre els seus dissenys més coneguts destaquen la butaca Manolete (1988) i la Cadira de braços Rothko (1989).
L'any 1999 va rebre el Premio Nacional de Diseño en la modalitat de professionals.